# واچیک یغیازاریان
واچیک یغیازاریان (ارمنی: Վաչիկ Եղիազարյան؛ زادهٔ ۱ مهٔ ۱۹۹۱) یک کشتی‌گیر رشته فرنگی اهل ارمنستان است که در مسابقات قهرمانی کشتی اروپا ۲۰۱۳ در تفلیس موفق به کسب مدال برنز شد.